# Pinhais
Pinhais este un oraș în Paraná (PR), Brazilia.